# Indische Marine
Die Indische Marine (Hindi भारतीय नौसेना; Abkürzung: IN) sind die Seestreitkräfte von Indien. Die Marine gehört zu den Streitkräften Indiens und hat eine Personalstärke von 75.500 Soldaten und 55.000 Reservisten. Kommandeur der Seestreitkraft ist seit dem 30. April 2024 der Admiral Dinesh Kumar Tripathi.

## Allgemein

### Geschichte

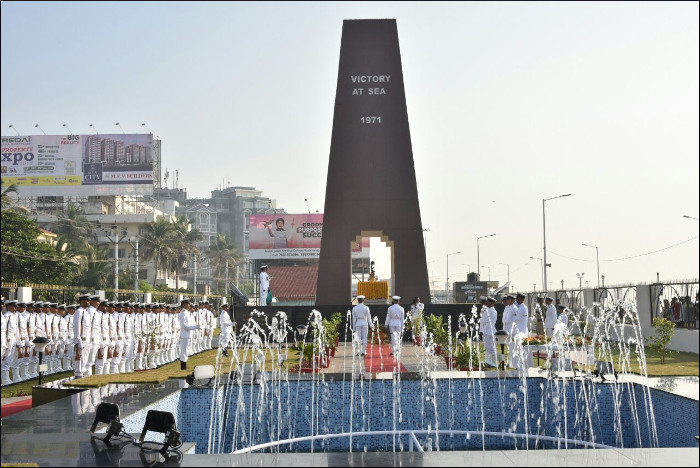
Denkmal für die Marine

Der Vorläufer zur heutigen Indischen Marine, war der militärische Arm der britischen Ostindien-Kompanie. Dieser wurde aufgestellt, um die Handelswege vor Piraterie zu schützen. 1863 wurde die Marine in zwei Flotten aufgeteilt, fortan gab es eine Flotte in Bombay und eine in Kalkutta. Während des Zweiten Weltkrieges wurde die Marine extrem aufgerüstet. Vor dem Weltkrieg besaß die Royal Indian Navy 8 Kriegsschiffe, während des Krieges waren es schon 117 Schiffe und 30.000 Soldaten. Die Anzahl wurde nach dem Weltkrieg stark minimiert. Während der Unabhängigkeit Indiens und Pakistan waren es nur noch 32 Schiffe, welche auf beide Nationen aufgeteilt wurden. Der erste Einsatz der Marine war bei der Annexion der bisherigen Kolonialgebiete von Portugal. Die Marine unterstützte die anderen Teilstreitkräfte und führte Landungsoperationen aus. Während dem Indisch-Chinesischen Grenzkrieges und der beiden Kaschmir-Kriege, spielte die Marine eine eher untergeordnete Rolle, da die Kriege im Landesinneren stattfanden. Erst beim Bangladesch-Krieg spielte die IN eine große Rolle. Die Marine setzte eine Seeblockade durch und erlebte bei der Operation Trident einer ihrer größten Erfolge.

### Stützpunkte
Die Indische Marine ist in insgesamt zwei Flotten aufgeteilt welche zusammen folgende Stützpunkte betreibt:
- Neu-Delhi (): Hauptquartier
- Mumbai (): Hauptquartier der westlichen Flotte
  - Dabolim(): Hauptquartier der Marineflieger
  - Goa (): Marinekrankenhaus
  - Karwar ()
  - Okha ()
- Visakhapatnam (): Hauptquartier der östlichen Flotte
  - Kalkutta ()
  - Chennai ()
  - Tirunelveli ()
  - Arakkonam (): Marineflugplatz
- Kochi (): Hauptquartier der südlichen Flotte; Marineschule
  - Khordha (): Marinekrankenhaus, Schulungszentrum[7]
  - Panaji (): Schulungszentrum[8]
  - Mumbai ():Schulungszentrum
  - Lonavla (): Schulungszentrum, Marinekrankenhaus[9][10]
  - Jamnagar (): Schulungszentrum[11]
  - Coimbatore (): Schulungszentrum[12]

## Ausrüstung

### Schiffe
Die Indische Marine verfügt über folgende Schiffe:

#### U-Boote
| Klasse         | Bild | Herkunft           | Anzahl | Schiffe                                                                             | Schiffe                     | Anmerkungen |
| Klasse         | Bild | Herkunft           | Anzahl | Name                                                                                | Kennung                     | Anmerkungen |
| -------------- | ---- | ------------------ | ------ | ----------------------------------------------------------------------------------- | --------------------------- | --- |
| Arihant-Klasse |      | Indien             | 2      | Arihant Arighaat                                                                    | S2 S3                       | Zwei weitere Boote im Bau. Die Arighaat wurde Ende August 2024 in Dienst gestellt. Die Exemplare sind ausgerüstet mit Sagarika-Raketen, und K-4 Raketen. |
| Typ 209        |      | Indien Deutschland | 4      | Shishumar Shankush Shalki Shankul                                                   | S44 S45 S46 S47             | |
| Projekt 877    |      | Sowjetunion        | 7      | Sindhugosh Sindhuraj Sindhuratna Sindhukesari Sindhukirti Sindhuvijay Sindhushastra | S55 S57 S59 S60 S61 S62 S65 | Zwei Schiffe wurden 2020 und 2022 außer Dienst gestellt. Ein weiteres Schiff wurde bei einer Explosion zerstört. Ausgerüstet mit Klub-S-Lenkwaffen.      |
| Scorpène       |      | Frankreich Indien  | 5      | Kalvari Khanderi Karanj Vela Vagir                                                  | S21 S22 S23 S24 S25         | Das sechste Schiff, die Vagsheer, sollte Ende 2023 geliefert werden. Ausgerüstet mit SM39-Exocet-Block-2-Seezielflugkörpern.                             |

#### Flugzeugträger
| Klasse | Bild | Herkunft    | Anzahl | Schiffe      | Schiffe | Anmerkungen |
| Klasse | Bild | Herkunft    | Anzahl | Name         | Kennung | Anmerkungen |
| ------ | ---- | ----------- | ------ | ------------ | ------- | --- |
| Kiew   |      | Sowjetunion | 1      | Vikramaditya | R33     | Kapazität für 12 Kampfflugzeuge und 6 Hubschrauber. Ausgerüstet mit Barak-1-Flugabwehrraketen und AK-630-Flugabwehrgeschützen. |
|        |      | Indien      | 1      | Vikrant      | R11     | Kapazität für 30 Kampfflugzeuge und Hubschrauber. Ausgerüstet mit Barak-8-Flugabwehrraketen und AK-630-Flugabwehrgeschützen.   |

#### Zerstörer
| Klasse      | Bild | Herkunft    | Anzahl | Schiffe                       | Schiffe     | Anmerkungen |
| Klasse      | Bild | Herkunft    | Anzahl | Name                          | Kennung     | Anmerkungen |
| ----------- | ---- | ----------- | ------ | ----------------------------- | ----------- | --- |
| Projekt 15  |      | Indien      | 3      | Mysore Delhi Mumbai           | D60 D61 D62 | Ausgerüstet mit SS-N-25-Switchblade-Seezielflugkörpern, 9M38E-Lenkwaffen, Barak-1-Flugabwehrraketen, Varunastra-Torpedos, RBU-6000-Wasserbombenwerfern und AK-630-Flugabwehrgeschützen. Kapazität für zwei Hubschrauber. |
| Projekt 15A |      | Indien      | 3      | Kolkata Kochi Chennai         | D63 D64 D65 | Ausgerüstet mit BrahMos-Seezielflugkörpern, Barak-8-Flugabwehrraketen, Varunastra-Torpedos, RBU-6000-Wasserbombenwerfern und AK-630-Flugabwehrgeschützen. Kapazität für zwei Hubschrauber.                               |
| Projekt 15B |      | Indien      | 3      | Visakhapatnam Mormugao Imphal | D66 D67 D68 | Ein weiteres Schiff im Bau. Ausgerüstet mit BrahMos-Seezielflugkörpern, Barak-8-Flugabwehrraketen, Varunastra-Torpedos, RBU-6000-Wasserbombenwerfern und AK-630-Flugabwehrgeschützen. Kapazität für zwei Hubschrauber.   |
| Kaschin     |      | Sowjetunion | 3      | Rana Ranvir Ranvijay          | D52 D54 D55 | Ausgerüstet mit SS-N-2-Styx-Seezielflugkörpern, 4K91-Wolna-Flugabwehrraketen, Varunastra-Torpedos, RBU-6000-Wasserbombenwerfern und Ak-630-Flugabwehrgeschützen. Kapazität für einen Helikopter.                         |

#### Fregatten und Korvetten
| Klasse      | Bild | Herkunft           | Anzahl | Schiffe                                           | Schiffe                     | Anmerkungen |
| Klasse      | Bild | Herkunft           | Anzahl | Name                                              | Kennung                     | Anmerkungen |
| ----------- | ---- | ------------------ | ------ | ------------------------------------------------- | --------------------------- | --- |
| Projekt 16A |      | Indien             | 3      | Brahmaputra Beas Betwa                            | F31 F37 F39                 | Ausgerüstet mit SS-N-25-Switchblade-Seezielflugkörpern, Barak-1-Flugabwehrrakten, A244/S-Torpedos und AK-630-Flugabwehrgeschützen. Kapazität für zwei Hubschrauber. |
| Projekt 17  |      | Indien             | 3      | Shivalik Satpura Sahyadri                         | F47 F48 F49                 | Ausgerüstet mit Klub-N-Lenkflugkörper, BrahMos-Seezielflugkörpern, Barak-1-Flugabwehrrakten, 9M317E-Lenkwaffen, RBU-6000-Wasserbombenwerfern und AK-630-Flugabwehrgeschützen. Kapazität für einen Hubschrauber.                                                        |
| Projekt 17A |      | Indien             |        |                                                   |                             | Sieben Schiffe sind aktuell im Bau. Die Korvetten sollen mit Barak-8-Flugabwehrrakten, BrahMos-Seezielflugkörpern und AK-630-Flugabwehrgeschützen ausgestattet werden.                                                                                                 |
| Talwar      |      | Indien Russland    | 6      | Talwar Trishul Tabar Teg Tarkash Trikand          | F40 F43 F44 F45 F50 F51     | Vier weitere Schiffe im Bau. Die Tushil soll 2023 fertiggestellt werden.[veraltet] Ausgerüstet mit BrahMos-Seezielflugkörpern, 9M317E-Lenkwaffen, Varunastra-Torpedos, RBU-6000-Wasserbombenwerfern und AK-630-Flugabwehrgeschützen. Kapazität für einen Hubschrauber. |
| Projekt 28  |      | Indien             | 4      | Kamorta Kadmatt Kiltan Kavaratti                  | P28 P29 P30 P31             | Ausgerüstet mit Varunastra-Torpedos, RBU-6000-Wasserbombenwerfern und AK-630-Flugabwehrgeschützen. Kapazität für einen Hubschrauber. |
| Projekt 25  |      | Indien             | 2      | Kuthar Khanjar                                    | P46 P47                     | Ausgerüstet mit SS-N-25-Switchblade-Seezielflugkörpern, 9K32-Strela-2-Flugabwehrrakten und AK-630-Flugabwehrgeschützen. Kapazität für einen Hubschrauber. Die INS Kirpan (P44) wurde 2023 an Vietnam verkauft.                                                         |
| Projekt 25A |      | Indien             | 4      | Kora Kirch Kulish Karmuk                          | P61 P62 P63 P64             | Ausgerüstet mit SS-N-25-Switchblade-Seezielflugkörpern, 9K32-Strela-2-Flugabwehrrakten und AK-630-Flugabwehrgeschützen. Kapazität für einen Hubschrauber. |
| Tarantul    |      | Indien Sowjetunion | 7      | Vibhuti Vipul Vinash Vidyut Nashak Pralaya Prabal | K45 K46 K47 K48 K83 K91 K92 | Ausgerüstet mit SS-N-25-Switchblade-Seezielflugkörpern, 9K32-Strela-2-Flugabwehrrakten und AK-630-Flugabwehrgeschützen. |
| Pauk        |      | Sowjetunion        | 1      | Abhay                                             | P33                         | Ausgerüstet mit 9K32-Strela-2-Flugabwehrrakten, Typ-65-Torpedos, RBU-1200-Wasserbombenwerfern und AK-630-Flugabwehrgeschützen. |

#### Patrouillenboote
| Klasse                        | Bild | Herkunft                                    | Anzahl | Schiffe | Schiffe                                             | Anmerkungen                                                                     |
| Klasse                        | Bild | Herkunft                                    | Anzahl | Name | Kennung                                             | Anmerkungen                                                                     |
| ----------------------------- | ---- | ------------------------------------------- | ------ | --- | --------------------------------------------------- | ------------------------------------------------------------------------------- |
| Saryu                         |      | Indien                                      | 4      | Saryu Sunayna Sumedha Sumitra                                                                                 | P54 P57 P58 P59                                     | Ausgerüstet mit AK-630-Flugabwehrgeschützen. Kapazität für einen Hubschrauber.  |
| Sukanya                       |      | Indien Südkorea                             | 6      | Sukanya Subhadra Suvarna Savitri Sharda Sujata                                                                | P50 P51 P52 P53 P55 P56                             | Ausgerüstet mit RBU-2500-Wasserbombenwerfern. Kapazität für einen Hubschrauber. |
| Bangaram                      |      | Indien                                      | 4      | Bangaram Bitra Batti Malv Baratang                                                                            | T65 T66 T67 T68                                     |                                                                                 |
| Car Nicobar                   |      | Indien                                      | 13     | Car Nicobar Chetlat Kora Divh Cheriyam Cankarso Kondul Kalpeni Kabra Koswari Karuva Tillanchang Tihayu Tarasa | T69 T70 T71 T72 T73 T74 T75 T76 T77 T78 T92 T93 T94 | Die INS Tarmugli (T91) wurde an die Malediven gespendet.                        |
| Trinkat                       |      | Indien                                      | 2      | Trinkat Tarmugli                                                                                              | T61 T62                                             | Die Tarmugli (T62) wurde Ende 2023 von den Malediven übernommen.                |
| Immediate Support Vessel      |      | Indien Spanien Vereinigte Arabische Emirate | 23     | |                                                     |                                                                                 |
| Couach fast interceptor boats |      | Frankreich                                  | 15     | |                                                     |                                                                                 |
| Super Dvora                   |      | Israel                                      | 5      | |                                                     |                                                                                 |
| Solas Marine Interceptor      |      | Sri Lanka                                   | 77     | |                                                     |                                                                                 |

#### Landungsschiffe
| Klasse  | Bild | Herkunft           | Anzahl | Schiffe                | Schiffe                         | Anmerkungen |
| Klasse  | Bild | Herkunft           | Anzahl | Name                   | Kennung                         | Anmerkungen |
| ------- | ---- | ------------------ | ------ | ---------------------- | ------------------------------- | --- |
| Austin  |      | Vereinigte Staaten | 1      | Jalashwa               | L41                             | Ausgerüstet mit Phalanx-Flugabwehrgeschützen. Kapazität für 6 Hubschrauber, 13 Landungsboote und 930 Soldaten.                     |
| Magar   |      | Indien             | 1      | Gharial                | L23                             | Kapazität für 15 Kampfpanzer oder 8 Mannschaftstransporter und 500 Soldaten. Die INS Magar (L20) wurde 2023 außer Dienst gestellt. |
| Shardul |      | Indien             | 3      | Kesari Shardul Airavat | L15 L16 L24                     | Kapazität für 11 Kampfpanzer oder 8 Mannschaftstransporter und 500 Soldaten.                                                       |
|         |      | Indien             | 8      |                        | L51 L52 L53 L54 L55 L56 L57 L58 | Kapazität für 3 Kampfpanzer, 4 Schützenpanzer und 160 Soldaten.                                                                    |
| LCM-8   |      | Vereinigte Staaten | 4      |                        | L411 L412 L413 L414             | Verwendet im Landungsschiff Jalashwa (L41).                                                                                        |

#### Hilfsschiffe
| Klasse | Bild | Herkunft | Funktion              | Anzahl | Schiffe                                       | Schiffe             | Anmerkungen                                                                                        |
| Klasse | Bild | Herkunft | Funktion              | Anzahl | Name                                          | Kennung             | Anmerkungen                                                                                        |
| ------ | ---- | -------- | --------------------- | ------ | --------------------------------------------- | ------------------- | -------------------------------------------------------------------------------------------------- |
| FDN-1  |      |          | Schwimmdock           | 1      | Jarawa                                        |                     | |
| FDN-2  |      | Indien   | Schwimmdock           | 1      |                                               |                     | |
|        |      | Indien   | Forschungsschiff      | 1      | Sagardhwani                                   | A74                 | |
|        |      | Indien   | Vermessungsschiff     | 1      | Makar                                         | J31                 | |
|        |      | Indien   | Vermessungsschiff     | 5      | Investigator Jamuna Sutlej Darshak Sarvekshak | J15 J16 J17 J21 J22 | |
|        |      | Indien   | Vermessungsschiff     | 1      | Sandhayak                                     | J18                 | Drei weitere Schiffe im Bau. Ausgestattet mit autonomen und ferngesteuerten Unterwasserfahrzeugen. |
|        |      | Indien   | Bahnverfolgungsschiff | 1      | Dhruv                                         | A40                 | 2021 in Dienst gestellt.                                                                           |
|        |      | Russland | Tanker                | 1      | Jyoti                                         | A58                 | |
|        |      | Indien   | Tanker                | 1      | Aditya                                        | A59                 | |
|        |      | Italien  | Tanker                | 2      | Deepak Shakti                                 | A50 A57             | Ausgerüstet mit AK-630-Flugabwehrgeschützen.                                                       |
|        |      | Polen    | Truppentransporter    | 2      | Nicobar Andamans                              |                     | |
|        |      | Indien   | Schulschiff           | 1      | Tir                                           | A86                 | |
|        |      | Indien   | Segelschulschiff      | 2      | Tarangini Sudarshini                          | A75 A77             | |
|        |      | Indien   | Segelschulschiff      | 2      | Mhadei Tarini                                 | A76 ?               | |

Des Weiteren verfügt Indien über 14 kleinere Tanker, 3 Wassertransportschiffe und mehrere Hochseeschlepper.

### Marineflieger
Die Indischen Marineflieger verfügen über folgende Flugzeuge, Hubschrauber und Waffensysteme:

#### Luftfahrzeuge
| Typ                            | Bild           | Herkunft               | Funktion               | Version        | Aktiv          | Bestellt       | Anmerkungen           |
| Kampfflugzeuge                 | Kampfflugzeuge | Kampfflugzeuge         | Kampfflugzeuge         | Kampfflugzeuge | Kampfflugzeuge | Kampfflugzeuge | Kampfflugzeuge        |
| ------------------------------ | -------------- | ---------------------- | ---------------------- | -------------- | -------------- | -------------- | --------------------- |
| Mikojan-Gurewitsch MiG-29      |                | Sowjetunion            | Mehrzweckkampfflugzeug | MiG-29K        | 36             |                |                       |
| Dassault Rafale                |                | Frankreich             | Mehrzweckkampfflugzeug | M              |                |                | 26 Maschinen geplant. |
| Flugzeuge für Spezialmissionen |                |                        |                        |                |                |                |                       |
| Boeing P-8                     |                | Vereinigte Staaten     | Seefernaufklärer       |                | 12             |                | Weitere 12 geplant.   |
| Britten-Norman BN-2 Islander   |                | Vereinigtes Königreich | Seefernaufklärer       |                | 4              |                |                       |
| Dornier 228                    |                | Deutschland            | Seefernaufklärer       |                | 24             | 10             |                       |
| Schulflugzeuge                 |                |                        |                        |                |                |                |                       |
| Mikojan-Gurewitsch MiG-29      |                | Sowjetunion            | Strahltrainer          |                | 9              |                |                       |
| BAE Hawk                       |                | Vereinigtes Königreich | Strahltrainer          | Hawk 132       | 17             |                |                       |
| HAL Kiran                      |                | Indien                 | Strahltrainer          |                | 20             |                |                       |
| Hubschrauber                   |                |                        |                        |                |                |                |                       |
| HAL Dhruv                      |                | Indien                 | Mehrzweckhubschrauber  |                | 24             |                |                       |
| Aérospatiale SA-319            |                | Frankreich Indien      | Mehrzweckhubschrauber  | SA316SA319     | 42             |                | Lizenzfertigung       |
| Kamow Ka-27                    |                | Sowjetunion            | U-Jagd Hubschrauber    | Ka-28          | 14             |                |                       |
| Sikorsky S-61                  |                | Vereinigte Staaten     | U-Jagd Hubschrauber    | UH-3H          | 6              |                |                       |
| Westland Sea King              |                | Vereinigtes Königreich | U-Jagd Hubschrauber    | Sea King 42    | 25             |                |                       |
| Kamow Ka-31                    |                | Sowjetunion            | Frühwarnhubschrauber   |                | 14             |                |                       |
| Sikorsky UH-60                 |                | Vereinigte Staaten     | Transporthubschrauber  | MH-60R         | 6              | 18             |                       |
| Unbemannte Luftfahrzeuge       |                |                        |                        |                |                |                |                       |
| IAI Heron                      |                | Israel                 | Aufklärungsdrohne      |                | 4              |                |                       |
| IAI Searcher                   |                | Israel                 | Aufklärungsdrohne      | Searcher II    | 6              |                |                       |
| General Atomics MQ-9           |                | Vereinigte Staaten     | Aufklärungsdrohne      | MQ-9B          | 2              |                | geleast               |

Die letzten Fernaufklärer Iljuschin Il-38 wurden Ende Oktober 2023 außer Dienst gestellt.

#### Waffensysteme
Luft-Luft-Raketen:
- R.550 Magic ()
- Wympel R-27 ()
- Wympel R-73 ()
- Wympel R-77 ()

Seezielflugkörper:
- AGM-84 Harpoon ()
- SS-N-25 Switchblade ()

Präzisionsgelenkte Munition:
- KAB-500 KR/OD ()

## Dienstgrade
| Dienstgradgruppe | Generale | Generale    | Generale      | Generale  | Stabsoffiziere  | Stabsoffiziere   | Stabsoffiziere       | Hauptleute / Leutnante | Hauptleute / Leutnante | Offizieranwärter |
| ---------------- | -------- | ----------- | ------------- | --------- | --------------- | ---------------- | -------------------- | ---------------------- | ---------------------- | ---------------- |
| Schulterklappe   |          |             |               |           |                 |                  |                      |                        |                        |                  |
| Dienstgrad       | Admiral  | Vizeadmiral | Konteradmiral | Kommodore | Kapitän zur See | Fregattenkapitän | Lieutenant Commander | Kapitänleutnant        | Sub-Lieutenant         | Midshipman       |